# 李洙墉
李洙墉（1940年6月15日—)，朝鮮民主主義人民共和國外交官及政治人物，曾任朝鲜劳动党中央政治局委员、中央委员会副委员长及国际部部长、行政部副部長、朝鮮民主主義人民共和國外務省外務相、驻瑞士公使等职。李洙墉是最高領導人金正恩及其已故姑丈張成澤的親信。

## 生平
外間對李洙墉的事跡所知不多，報導指他在1980年前曾到瑞士出任駐日內瓦代表團公使，並在金正恩在該國求學期間擔當其監護。同時，他又替金氏政權掌管30至40億美元的資金。因此，他深得金氏家族和權臣張成澤的信任。2009年，即金正恩正式被欽點為第三任黨和國家最高領導人的那一年，李洙墉被選為中央委員會候補委員。
隨後，李洙墉又被任命為內閣聯營投資委員會委員長，專門負責吸納外資到北韓投資，並成功使埃及奧斯康電信集團在當地成立電訊供應網絡，又使德國酒店集團凱賓斯基參與柳京飯店的建設。由於上述的功勞，李洙墉在2011年晉升為勞動黨行政部副部長，負責推廣旅遊事務。這時，他的上司為張成澤。2013年12月，張成澤突然落馬，外界有傳李洙墉也因而受到牽連，並被處死。然而，南韓《中央日報》發現李洙墉出席張成澤倒台會議，加上他得到金正恩的寵信，故認為李洙墉遭處決的消息不可信。分析指，他在當瑞士代表團公使時對金正恩照顧有嘉，因此就算他與張成澤的關係親密而未受處罰。
2014年4月，李洙墉接替朴義春出任外務省外務相。
2016年5月起任朝鮮勞動黨中央政治局委員、中央副委員長、國際部部長。
2017年4月11日召开第13届最高人民会议第五次会议，当选最高人民会议外交委员会委员长。
2019年12月31日結束的第七屆中央委員會第五次全體會議決議，罷免黨中央委員會副委員長、黨國際部部長一職
2020年4月，被免去國務委員會委員。